# Ґодзілла: Королівство монстрів
«Ґодзілла: Королівство монстрів» (англ. Godzilla: Kingdom of Monsters) — серія коміксів, створена IDW Publishing. Комікс виходив з березня 2011 року по лютий 2012 року.
Ерік Пауел і Трейсі Марш написали сценарій до перших восьми номерів, тоді як Джейсон Сіарамелла написав сценарій до решти. Перші чотири випуски намалював Філ Хестер, а наступні намалював Віктор Сантос. Після завершення коміксу Пауел опублікував публікацію в блозі, в якій розповів, що вони з Маршем спочатку планували, що комікс буде темнішим, але Toho це не схвалили. Також Пауел розповів про їхні з Маршем плани щодо низки невирішених сюжетних моментів. Пізніше, з 2012 по 2013 рік, виходив комікс, що є продовженням цього — «Ґодзілла», а з 2013 по 2015 рік виходило ще одне продовження — «Ґодзілла: Правителі Землі».

## Сюжет
В той час, як Ґодзілла з'являється біля узбережжя Японії, Родан вилуплюється з яйця в Росії, а Ангірус вилазить з-під землі у Мексиці. Баттра атакує Париж, а Кумонга атакує Аризону. Виявляється, що Баттрою керують дивні близнючки, які оголошують себе «королевами». Ґодзілла нападає на Америку. Американські військові створюють Мехаґодзіллу, але той виходить з-під їхнього контролю. Солдат Стів Вудс спасає маленьку дівчинку, і разом вони продовжують шлях. Кінг Гідора пробуджується з тисячирічного сну і прилітає боротися з Ґодзіллою, але той перемагає його. Стів Вудс знаходить Мехаґодзіллу і спершу вбиває Ангіруса, а пізніше відправляє Мехаґодзіллу до армії. Дивні близнючки летять на Баттрі і Родані, якого вони теж взяли під свій контроль, в США до Ґодзілли, щоб взяти і його під свій контроль, але Родан і Баттра починають битися з Ґодзіллою. Таким чином всі троє були переможені. В кінці коміксу показується Спейсґодзілла, який дивиться на Землю з Місяця.